# Borut Božič
Borut Božič (Ljubljana, 8 d'agost de 1980) és un ciclista eslovè, professional des del 2004. Actualment corre a l'equip Bahrain-Merida.
Les seves principals victòries fins al moment són una etapa de la Volta a Espanya de 2009 i dos campionats nacionals en ruta, el 2008 i 2012.

## Palmarès
- 2004
  - Vencedor de 2 etapes de la Volta a Eslovènia
  - Vencedor d'una etapa de la Volta a Sèrbia
  - Vencedor d'una etapa de la Jadranska Magistrala
- 2005
  - 1r a la Jadranska Magistrala i vencedor d'una etapa
  - Vencedor d'una etapa del Tour de l'Avenir
- 2006
  - 1r a la Istrian Spring Trophy i vencedor d'una etapa
  - Vencedor de 2 etapes de la Volta a Eslovènia
  - Vencedor de 3 etapes de la Volta a Cuba
  - Vencedor de 3 etapes de l'Olympia's Tour
  - Vencedor d'una etapa del Circuit de les Ardenes
- 2007
  - 1r al Tour de Valònia
  - 1r al Gran Premi de Kranj
  - Vencedor d'una etapa de la Volta a Irlanda
- 2008
  -  Campió d'Eslovènia en ruta
  - Vencedor d'una etapa de l'Étoile de Bessèges
  - Vencedor d'una etapa de la Volta a Andalusia[1]
  - Vencedor d'una etapa de la Delta Tour Zeeland
- 2009
  - Vencedor de 2 etapes de la Volta a Bèlgica
  - Vencedor d'una etapa de la Volta a Polònia
  - Vencedor d'una etapa de la Volta a Espanya
  - Vencedor d'una etapa del Tour del Llemosí
- 2010
  - Vencedor de 2 etapes de l'Étoile de Bessèges
  - Vencedor d'una etapa de la Volta al Regne Unit
- 2011
  - Vencedor d'una etapa de la Volta a Suïssa
- 2012
  -  Campió d'Eslovènia en ruta

### Resultats a la Volta a Espanya
- 2009. 109è de la classificació general. Vencedor d'una etapa

### Resultats al Giro d'Itàlia
- 2011. Abandona (11a etapa)
- 2014. 124 de la classificació general

### Resultats al Tour de França
- 2011. 136è de la classificació general
- 2012. 129è de la classificació general
- 2016. Abandona (17a etapa)
- 2017. 160è de la classificació general